# Alessandro Della Seta
Alessandro Della Seta (geboren am 29. Juni 1879 in Rom; gestorben am 10. September 1944 in Casteggio) war ein italienischer Archäologe mit den Forschungsschwerpunkten Etruskologie und Klassische Archäologie.

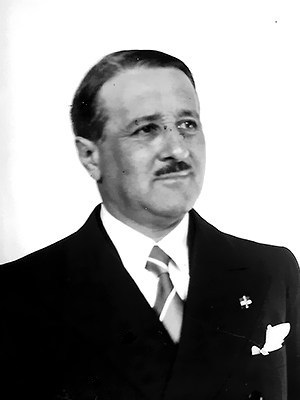
Alessandro Della Seta

Alessandro Della Seta war der Sohn von Giuseppe Della Seta und Rachele Rosselli. Er wurde 1901 von Emanuel Loewy an der Universität La Sapienza in Rom promoviert. Ab 1905 war er Assistent an der römischen Universität und ab 1909 Inspektor an der Soprintendenza alle antichità di Roma e dell’Etruria meridionale. Im gleichen Jahr erhielt er die Lehrerlaubnis in Archäologie und griechisch-römischer Kunstgeschichte an der Sapienza. Ordentlicher Professor beider Fächer an der Universität Genua wurde er 1913 und hatte diesen Lehrstuhl bis 1926 inne, als er den Lehrstuhl für Etruskologie und italische Archäologie an der Universität Rom antrat. Während des Ersten Weltkriegs war er Offizier und erhielt eine Kriegsauszeichnung.
Im Jahr 1919 wurde er zusätzlich mit der Leitung der Scuola Archeologica Italiana di Atene betraut, die er bis 1939 behielt. Entlassen wurde er aus dieser Position als Jude auf Grund des Manifesto della razza und der in der Folge erlassenen faschistischen Rassengesetze. Nach dem Abzug der deutschen Truppen im Jahr 1944 wurde er am 1. Juli des Jahres wieder in das Amt eingesetzt, starb aber nur wenige Monate später. Unter seiner Leitung dehnte das Institut seine Forschungen bedeutend aus und richtete ein besonderes Augenmerk auf die Kultur und Geschichte der Ägäis. Ergebnisreiche Ausgrabungen initiierte er auf Lemnos, um der seit der Antike diskutierten Frage nach der Herkunft der Etrusker nachzugehen, die eine Beziehung zu den Tyrrhenern herstellte. Lemnos selbst war seit etwa 700 v. Chr. von Tyrrhenern besiedelt. Hier konnte Della Seta seine beiden Forschungsschwerpunkte ideal und fruchtbar verbinden.
Della Seta wurde 1928 korrespondierendes, 1930 ordentliches Mitglied der Accademia Nazionale dei Lincei. 1938 wurde er auf Grund der italienischen Rassengesetzgebung ausgeschlossen. Er war Mitglied der Archäologische Gesellschaft Athen und leitete die archäologische Sektion der Enciclopedia Italiana von 1925 bis 1930.

## Schriften (Auswahl)
- La genesi dello scorcio nell’arte greca. Reale Accademia dei Lincei, Rom 1907.
- Religione e arte figurata. Danesi, Rom 1912.
- Italia antica: dalla caverna preistorica al palazzo imperiale. Istituto italiano d’arti grafiche, Bergamo 1922.
- I monumenti dell’ antichitā classica. Società Anonima Editrice Dante Alighieri, Mailand 1926.
- Il nudo nell’arte. Bestetti & Tumminelli, Mailand, Rom 1930.